# 法理
| ウィキペディアには「法理」という見出しの百科事典記事はありません（タイトルに「法理」を含むページの一覧/「法理」で始まるページの一覧）。 代わりにウィクショナリーのページ「法理」が役に立つかもしれません。 |